# Sofia Romanskaya
Sofia Romanskaya   (Sant Petersburg, 3 d'agost de 1886 (Julià) - 26 de novembre de 1969) va ser una astrònoma soviètica coneguda com una de les primeres dones russes a tenir un paper important en aquest camp.

## Biografia
Sofia (també escrit Sofya) Vasilievna Voroshilova-Romanskaya va néixer a Sant Petersburg. Es va graduar als Cursos Bestuzhev, una important institució educativa de dones de l'Imperi Rus.
Romanskaya va treballar a l'Observatori Central de Púlkovo des de 1908 fins a 1959. Allà, va realitzar més de 20.000 observacions de latitud en els seus estudis sobre el moviment polar. Va ser membre de la Unió Astronòmica Internacional i va assistir a l'Assemblea General de l'organització el 1958 a Moscou.

## Reconeixements
L'asteroide (3761) Romanskaya, descobert per Grigory Neujmin el 1936, va rebre el nom de Romanskaya.
Un cràter de Venus (Romanskaya) també porta el seu nom.